# Erie Otters
Erie Otters je americký juniorský klub ledního hokeje, který sídlí v pensylvánském městě Erie. Založen byl v roce 1996 po přestěhování týmu Niagara Falls Thunder do Erie. Od roku 1996 působí v juniorské soutěži Ontario Hockey League (dříve Ontario Hockey Association). Své domácí zápasy odehrává v hale Erie Insurance Arena s kapacitou 6 716 diváků. Klubové barvy jsou zlatá, námořnická modř a bílá.
Nejznámější hráči, kteří prošli týmem, byli např.: Ryan O'Reilly, Connor McDavid, Steve Montador, André Burakovsky nebo Jaroslav Janus.

## Úspěchy
- Vítěz OHL ( 2× )
  - 2001/02, 2016/17

## Přehled ligové účasti
Zdroj: 
- 1996–1997: Ontario Hockey League (Centrální divize)
- 1997–1998: Ontario Hockey League (Západní divize)
- 1998– : Ontario Hockey League (Středozápadní divize)